# 上毛新聞
上毛新聞（じょうもうしんぶん）は、上毛新聞社が発行する群馬県の地方新聞。1887年（明治20年）11月1日に創刊。社名は群馬県の旧国名である上毛国の別名である上毛から。群馬県前橋市に本社を置く。

## 概要

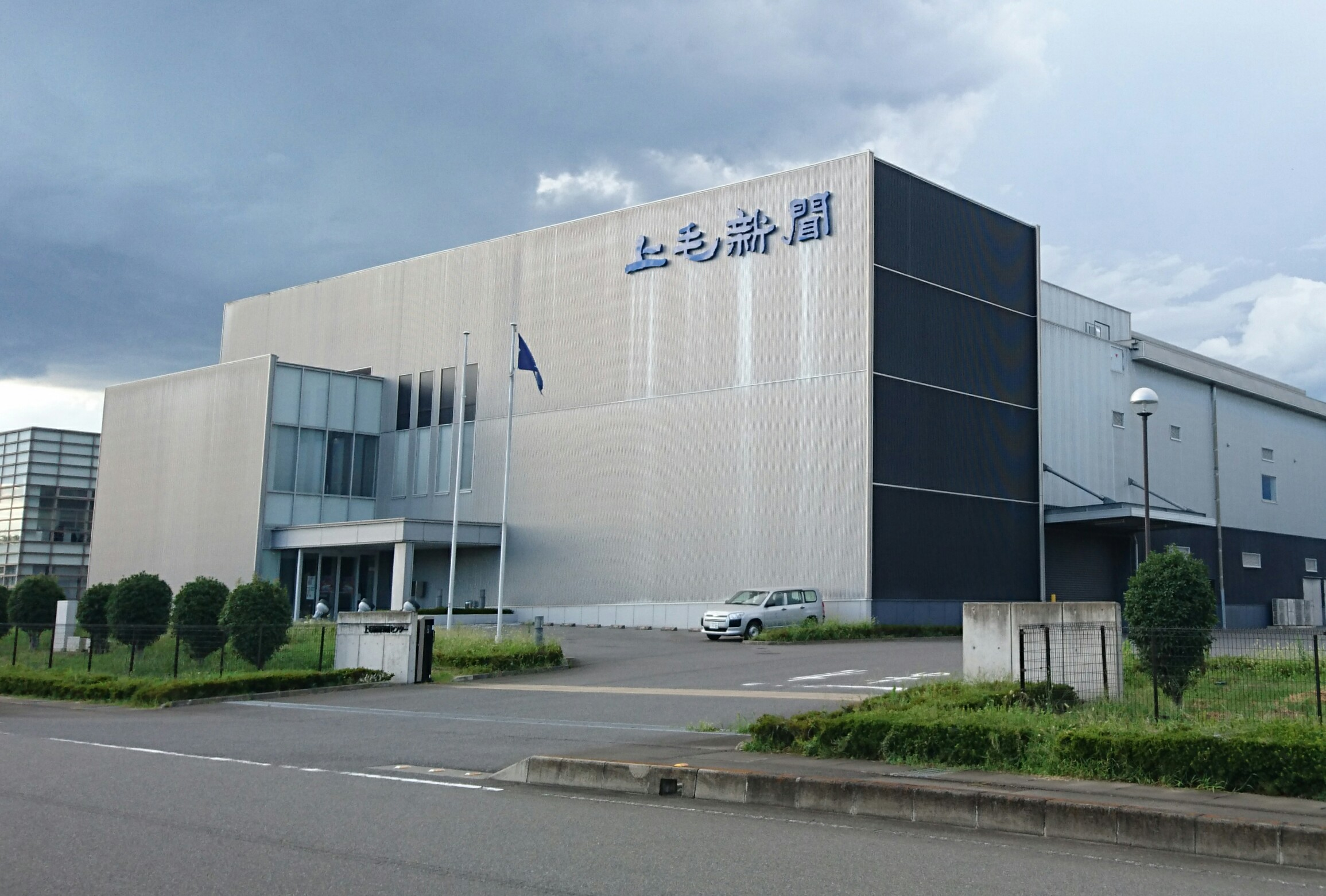
印刷センター(伊勢崎市三和町)

群馬県の県域地方新聞（県紙）で、発行部数は約27万部（2022年6月時点、日本ABC協会調べ）。県内の世帯普及率は35％で、関東地方の地方紙では栃木県の下野新聞とともに、全国紙を上回るシェアがある。
政治・経済・社会・地域ニュース・スポーツなどを掲載する本紙と、生活情報や番組表からなる「JOMOtto じょもっと」のセット（ツイン版）で発行している。本紙とは別に、子ども向け新聞「風っ子」、東毛地域（館林市、邑楽郡、桐生市、みどり市、太田市）向けの「シャトル」、高崎市向けの「タカタイ」を、タブロイドサイズで週1回発行している。
新聞発行以外にインターネット、ラジオ、デジタルサイネージ（電子看板）へのニュース配信、書籍出版、文化・スポーツイベントの開催、住宅展示場事業などを手掛けている。2001年に同族企業でなくなり、他の企業の傘下にも入っていないため、生え抜きの出身者が社長に就任している。同じ県域メディアの群馬テレビ・エフエム群馬と連携して、イベントなどを実施することがある。

## 紙面構成・報道
本紙
- 1面や第1、第2社会面は、群馬県に関わるニュースを中心に掲載する。1面に毎号掲載するコラムは「三山春秋（みやましゅんじゅう）」。三山とは、群馬県を象徴する赤城、榛名、妙義の三つの山（上毛三山）を意味する。1面の題字下に「朝の一句」と題して毎日1人ずつ、子どもが詠んだ俳句を顔写真付きで載せている。
- 2面以降の「国内政治」「国内社会」ほかで共同通信からの配信記事を掲載する。
- 経済面は見開きで、県内ニュースと全国ニュースが各1ページある。
- 地域のイベントなどを載せる地域面は「県央」「西北毛」「東毛」の3ページある。
- 第3社会面にもイベントを載せるほか、おくやみ（一般人の訃報）を掲載する。
- 終面は広告のほか、「まち里歩き」などの特集を組むことがある。
- 読者投稿欄は「ひろば」。俳句や短歌、川柳などの投稿も掲載している。
- 4コマ漫画は「カンちゃん」。

上毛スポーツ（1988年7月17日～2023年3月31日）
- 1面から2〜3ページにわたり、群馬県内のプロ・アマチュアのスポーツ大会、県勢選手の活躍を中心に掲載。
- 競輪や競艇など公営ギャンブルの予想も掲載。
- 2023年4月1日からスポーツ面は本紙に移行した。

テレビ・ラジオ欄（2025年1月現在）
- 最終面（地上波・BS）

左からNHK前橋総合、NHK Eテレ、日本テレビ、テレビ朝日、TBSテレビ、テレビ東京、フジテレビ、群馬テレビをフルサイズで掲載。右隅に上からNHK BS、NHK BSプレミアム4Kをハーフサイズで掲載。
なお、群馬県関連の番組が掲載される場合は、当該部分が太字で強調されている。
- 中面（BS・地上波・ラジオ）
  - BSは、BS日テレ、BS朝日、BS-TBS、BSテレ東、BSフジ、WOWOWプライム・ライブ・シネマ、BS10、BS10スターチャンネル、BS11、BS12、放送大学テレビ・ラジオ、BS松竹東急、BSJapanext、BSよしもとを掲載。
  - 地上波は、とちぎテレビ、テレ玉、NHK Eテレサブチャンネルを掲載。
  - ラジオは、FM GUNMA、NHKラジオ第1、NHKラジオ第2、NHK-FM、県内コミュニティ放送局のラジオ高崎、FM OZE、FM TARO、いせさきFM、ラヂオななみ、FM桐生、M.waveと近隣都県局のNACK5、TOKYO FM、J-WAVE、TBSラジオ、文化放送、ニッポン放送、ラジオ日本、ラジオNIKKEIを掲載。なお、民放AM4局についてはワイドFMの周波数も掲載されている。

注目された報道
- 1985年（昭和60年）8月14日の朝刊一面で、日本航空123便墜落事故に関する報道として、13日11時10分、消防団員らに担架で救出される非番の客室乗務員のカラー写真を掲載した[5]。
- 2005年（平成17年）から、日本の近代化を支えた群馬県の養蚕・製糸業をテーマとした「シルクカントリー群馬」の報道キャンペーンを展開している。
- 2013年（平成25年）4月1日、松井秀喜・長嶋茂雄への国民栄誉賞の授与をスクープした。

## 主催イベント・事業
- ぐんまマラソン：群馬県、前橋市、高崎市と共催するマラソン大会で、毎年1万5千人が参加する。
- 群馬イノベーションアワード：群馬から起業家を発掘、育成するコンテスト。田中仁財団と共催。
- ぐんまプログラミングアワード：プログラミングの人材発掘コンテスト。前橋市、前橋市教育委員会と共催。
- 山人音楽祭：群馬県内最大級のロックフェスティバル。DISK GARAGE 、BADASSと共催。
- 公益財団法人上毛新聞厚生福祉事業団を運営し、県民から寄付を受け付けている。集まった募金は福祉施設などに配分される[6]。毎年年末には県内の画家から提供を受けた作品のチャリティーオークションを実施。東日本大震災など大規模災害が起きた際には義援金を呼び掛ける。
- 各分野で功績があった個人・団体を表彰する上毛賞（上毛社会賞、上毛スポーツ賞、上毛芸術文化賞、上毛文学賞）を毎年主催している。
- 就職情報サイト「JUMPS」を運営するほか、企業合同説明会を主催している。
- クラウドファンディング「ハレブタイ」を運営している[7]。

## 本社・取材拠点等
| 本社 | 本社         | 前橋市古市町           |
| 支社 | 高崎支社     | 高崎市問屋町           |
| 支社 | 東京支社     | 東京都港区東新橋       |
| 支社 | 大阪支社     | 大阪市西区江戸堀       |
| 総局 | 東毛総局     | 太田市飯田町           |
| 支局 | 前橋支局     | 前橋市古市町（本社内） |
| 支局 | 桐生支局     | 桐生市美原町           |
| 支局 | 伊勢崎支局   | 伊勢崎市三光町         |
| 支局 | 沼田支局     | 沼田市下之町           |
| 支局 | 館林支局     | 館林市本町             |
| 支局 | 渋川支局     | 渋川市渋川             |
| 支局 | 藤岡支局     | 藤岡市藤岡             |
| 支局 | 富岡支局     | 富岡市富岡             |
| 支局 | 安中支局     | 安中市安中             |
| 支局 | わたらせ支局 | みどり市大間々町       |
| 支局 | 中之条支局   | 中之条町中之条町       |
| 支局 | 大泉支局     | 大泉町朝日             |
|      | 印刷センター | 伊勢崎市三和町         |

出典：上毛新聞ホームページ本社・支局一覧

## エピソード
- 作家の横山秀夫は、事件記者として12年間勤務した。同氏には、記者時代の実体験に着想を得たと思われる作品が多い。なかでも代表作のひとつ『クライマーズ・ハイ』は、日本航空123便墜落事故取材の体験を基に書かれた。主人公が勤める「北関東新聞」は上毛新聞社をモデルとしつつも、作中で同紙がライバルとして描かれる。同作品の重要なコンポーネントとなる「大久保連赤」は、発生当時に群馬県の事件として全国的に注目された「大久保清連続殺人事件」と「連合赤軍事件」のことで、大久保事件当時、横山の上司であった高橋康三（後に社長）は、全国紙に先んじて大久保清本人への取材に成功していた記者として、全国メディアにも登場した。
- アイドルグループ「嵐」のメンバーである櫻井翔の祖父・櫻井三男（総務事務次官を務めた桜井俊の父）が記者を勤め、後に専務となった新聞社[8][9]としても知られる。櫻井翔は2015年に報道番組の戦後70年企画で、戦没者遺骨収集のためにパプアニューギニアを訪問したが、そこは三男が1969年夏に上毛新聞社の特派員として、同じ目的で訪れた場所であった。また、2009年5月4日付の上毛新聞には、櫻井翔の記事が掲載されている。
- 碓氷郡松井田町で老人が暴行され死亡した事件について、本来の見出しは「殴られ重体の老人死ぬ」にすべきところを、誤って『-老人死ね』と誤植してしまい、後日お詫び文が掲載された。この誤植は、宝島社の『VOW3』に収録されている。

## 不祥事
2001年10月、佐鳥達雄元社長、鈴木豊美前社長が特別背任容疑で逮捕された（両者は起訴、有罪判決が確定）。背任は商社の兼松が上毛新聞社に約45億9千万円の保証債務の履行を求めたことから発覚。兼松は佐鳥元社長が実質経営していた不動産会社のリゾートマンション計画に関連し、上毛新聞社の子会社に計56億円余りを貸し付ける契約を結び、上毛新聞社が連帯保証したと主張した。一方、上毛新聞社は佐鳥元社長が取締役会などの承認を経ずに契約を結び、同社に損害を与えたとして刑事告訴した。上毛新聞社と兼松は民事訴訟でも争い、2006年10月に和解が成立した。佐鳥元社長は父親と2代続けて上毛新聞社の社長を務め、同社のオーナー的存在だったが、不祥事を契機に関係が解消された。

## 歴史
- 1887年（明治20年）11月1日 - 『上毛新聞』創刊（群馬日報、上野新報を合併）。
- 1893年（明治26年）3月19日 - 『上毛新聞』を『関東日報』と改題するが、9月には『上毛新聞』に戻す。
- 1895年（明治28年）3月3日 - 日清戦争に主筆・山崎林太郎を特派員として送る。
- 1904年（明治37年） - 日露戦争に特派員（田村理太郎）を送る。
- 1923年（大正12年） - 東京、埼玉、栃木に支局増設。紙面を6ページにする。
- 1924年（大正13年）11月13日 - 『新埼玉新聞』創刊。
- 1926年（大正15年）2月13日 - 夕刊を廃す。同時に紙面を6ページから8ページにする。
- 1928年（昭和3年）4月1日 - 足利支局開設。
- 1929年（昭和4年）4月29日 - 草野心平が営業部員に。12月から編集局員。
- 1930年（昭和5年）9月1日 - 新潟県六日町に支局開設。新潟版始まる。
- 1931年（昭和6年） - 埼玉版始まる（1月15日）。名古屋支局（7月）と長岡支局（9月1日）、開設。
- 1932年（昭和7年）3月2日 - 第一次上海事変の重大化で特派員を送る。
- 1937年（昭和12年）3月13日 - 東京版を設ける。
- 1939年（昭和14年）4月1日 - 株式会社上毛新聞社に。
- 1940年（昭和15年）10月1日 - 戦時報道統制により、上州新報、群馬新聞などを合併。県一紙の『上毛新聞』となる。
- 1949年（昭和24年）12月1日 - 夕刊発行。
- 1952年（昭和27年）11月 - 写真電送受信機導入。
- 1953年（昭和28年） - 上毛新聞労働組合が発足。以降労働争議が続く。
- 1961年（昭和36年）5月 - 朝夕刊一本化。
- 1964年（昭和39年）4月19日 - 新社屋移転。
- 1967年（昭和42年）1月1日 - 新年号にグラビアカラー印刷（外注）。カラー元年となる。
- 1970年（昭和45年） - 日本で初めて活字を使わない最新鋭のフィルム版を使用した紙面を採用した（9月30日）。初のカラー印刷（11月25日）。
- 1971年（昭和46年）4月16日 - 群馬テレビ開局、キャスターを派遣。ニュース提供。
- 1972年（昭和47年）2月 - あさま山荘事件をカラー写真で報道。事件をカラー写真で報道するのは全国初。
- 1975年（昭和50年）2月 - 伊勢崎支局開設、館林支局開設（4月）。
- 1981年（昭和56年）6月 - 安中支局完成。
- 1983年（昭和58年）8月 - 中之条支局完成。
- 1985年（昭和60年）4月1日 - 館林支局完成、藤岡支局完成（8月）。
- 1989年（平成元年）11月1日 - コンピューターによる電子編集システム（CTS）稼働。
- 1990年（平成2年）6月 - 社員の米国研修開始。
- 1994年（平成6年）8月 - 館林支局新社屋完成。館林市およびその近隣地区の地域情報日刊紙『シャトル』を創刊（9月1日）。
- 1995年（平成7年）5月 - はるな支局開設。
- 1996年（平成8年）6月 - 大間々町（現：みどり市）に「わたらせ支局」開設。本社新社屋完成、高崎支社新社屋完成（7月）。
- 1997年（平成9年）1月 - 太田支社が完成。
- 1998年（平成10年）9月2日 - ポケットベル情報サービス開始。群馬のポータル「雷神ドットコム」スタート。
- 2001年（平成13年）9月8日 - 佐鳥達雄会長のファミリー企業への融資に対して保証していたとして、特別背任容疑で強制捜査、佐鳥会長と鈴木豊美社長が逮捕される。
- 2009年（平成21年）11月1日 - 伊勢崎市三和町に「上毛新聞印刷センター」稼動。
- 2011年（平成23年）10月11日 - 下野新聞社と緊急時の新聞発行に関する相互支援協定を締結。
- 2015年（平成27年） - 創刊130周年記念製品として、「上毛新聞ライブラリー」（1883年3月11日（前身の上野新報）～2014年3月31日まで（一部欠落あり）の紙面（画像）を収容したブルーレイディスク全27巻）を刊行。2018年現在、群馬県立図書館、高崎市立中央図書館のパソコンに導入されており閲覧が可能。日付指定で紙面を閲覧できるが、文字データベース化はされていないので検索はできない。本製品の導入については要問い合わせとなっているが、高崎市立図書館の蔵書検索によると定価950万円となっている。
- 2015年（平成27年） - 「シルクカントリー企画」で日本新聞協会新聞広告賞を受賞[10]。
- 2023年（令和5年）9月13日 - 10月1日より月極め購読料を3,900円、1部売りを150円に改定するとの社告を掲載した。

## 出身者
- 横山秀夫 - 作家
- 草野心平 - 詩人
- 篠原秀吉 - 上毛新聞社第2代社長
- 櫻井三男 - 上毛新聞社元専務・元論説委員長。櫻井翔の祖父
- 宮崎岳志 - 群馬県議会議員　元衆議院議員
- 五十嵐清隆 - 元伊勢崎市長
- 山崎林太郎 - 元山口県下関市長